# Felix Magath
Wolfgang Felix Magath (Sailauf, 26 juli 1953) is een Duits voetbaltrainer en voormalig profvoetballer van  Duitse en Puerto Ricaanse afkomst. Hij speelde 43 interlands voor West-Duitsland en scoorde hierin driemaal.
Magath speelde in het verleden onder meer voor 1.FC Saarbrücken, Hamburger SV en het nationale team van West-Duitsland. Als trainer had hij vanaf eind jaren 80 achtereenvolgens FC Bremerhaven, Hamburger SV, 1.FC Nürnberg, SV Werder Bremen, Eintracht Frankfurt en VfB Stuttgart onder zijn hoede.
Als speler van Hamburger SV scoorde Magath in 1977 het tweede doelpunt in de gewonnen Europacup II-finale tegen RSC Anderlecht. In 1983 scoorde Magath de enige treffer in de gewonnen Europacup I-finale tegen Juventus FC. Als international werd hij in 1980 Europees kampioen en in 1982 en 1986 vice-wereldkampioen (verloren finales tegen het Italië van Paolo Rossi en het Argentinië van Diego Maradona).
Vanaf 1 juli 2004 leidde de Duitse Puerto Ricaan - zijn Puerto Ricaanse vader was tot 1954 in West-Duitsland gelegerd als Amerikaans militair - de A-selectie van FC Bayern München. Met deze club won hij zowel in 2004/05 als in 2005/06 het landskampioenschap en de DFB-Pokal, nog altijd een Duits record. Op 31 januari 2007 werd Magath na enkele slechte resultaten en na jaren van 'geworstel' met diverse spelers ontslagen. Een half jaar later werd hij aangesteld als trainer van VfL Wolfsburg. Hij ondertekende een driejarig contract en in 2009 werd hij met VfL Wolfsburg landskampioen, ofschoon het team halverwege het seizoen negende stond. Het was het eerste kampioenschap in de geschiedenis van VfL Wolfsburg.
Met ingang van het seizoen 2009/10 werd Magath trainer van Schalke 04. In zijn eerste seizoen eindigde Magath met zijn club op een tweede plaats in de Bundesliga, achter Bayern München. Tijdens zijn tweede seizoen wilde Schalke opnieuw meedoen om het kampioenschap met nieuwe aankopen als Klaas-Jan Huntelaar en Raúl. De resultaten vielen echter tegen en als gevolg daarvan besloot de club om de samenwerking met Magath op 16 maart 2011 te beëindigen.
Op 18 maart 2011 wordt hij alweer aangesteld als trainer door het in degradatienood verkerende VfL Wolfsburg. Eind oktober 2012 werd Magath ontslagen als coach van het op dat moment voorlaatst geplaatste VfL Wolfsburg. Tegenvallende resultaten en zijn omstreden werkwijze lagen ten grondslag aan zijn ontslag.
Vervolgens trad Magath begin 2014 in dienst bij de Engelse club Fulham FC, waar hij René Meulensteen opvolgde. Hij slaagde er niet in de ploeg in de Engelse Premier League te houden. Ook een divisie lager verliep het moeizaam. Op 18 september volgde zijn ontslag, zeven maanden na zijn aantreden en een dag nadat Fulham met 5-3 verloor van Nottingham Forest na een voorsprong van 3-2. Kit Symons werd aangesteld als interim-trainer. In juni 2016 ging hij aan de slag als trainer van Shandong Luneng Taishan in China.

## Interlandcarrière
| Interlanddoelpunten | Interlanddoelpunten | Interlanddoelpunten | Interlanddoelpunten          | Interlanddoelpunten | Interlanddoelpunten | Interlanddoelpunten | Interlanddoelpunten |
| #                   | Datum               | Locatie             | Wedstrijd                    | Goal(s)             | Score               | Uitslag             | Wedstrijd           |
| ------------------- | ------------------- | ------------------- | ---------------------------- | ------------------- | ------------------- | ------------------- | ------------------- |
| 1                   | 10/09/1980          | Bazel               | Zwitserland – West-Duitsland | 66'                 | 0 – 2               | 2 – 3               | Oefenduel           |
| 2                   | 14/10/1981          | Wenen               | Oostenrijk – West-Duitsland  | 20'                 | 1 – 2               | 1 – 3               | WK-kwalificatie     |
| 3                   | 27/03/1985          | Saarbrücken         | West-Duitsland – Malta       | 13'                 | 2 – 0               | 6 – 0               | WK-kwalificatie     |

## Erelijst
Als speler
 Hamburger SV
- Bundesliga: 1978/79, 1981/82, 1982/83
- Europacup I: 1982/83
- Europacup II: 1976/77

 FC Bremerhaven
- Bremen-Liga: 1992/93

 West-Duitsland
- Europees kampioenschap voetbal: 1980

Individueel als speler
- kicker Bundesliga Team van het Seizoen: 1981/82, 1982/83

Als trainer
 FC Bremerhaven
- Bremen-Liga: 1992/93

 VfB Stuttgart
- UEFA Intertoto Cup: 2002

 Bayern München
- Bundesliga: 2004/05, 2005/06
- DFB-Pokal: 2004/05, 2005/06
- DFB-Ligapokal: 2004

 VfL Wolfsburg
- Bundesliga: 2008/09

Individueel als trainer
- Trainer des Jahres: 2003, 2005, 2009

1 Schumacher ·
2 Briegel ·
3 Cullmann ·
4 K. Förster ·
5 Dietz  ·
6 Schuster ·
7 B. Förster ·
8 Rummenigge ·
9 Hrubesch ·
10 Müller ·
11 Allofs ·
12 Memering ·
13 Bonhof ·
14 Magath ·
15 Stielike ·
16 Zimmermann ·
17 Del'Haye ·
18 Matthäus ·
19 Votava ·
20 Kaltz ·
21 Junghans ·
22 Immel ·
Coach: Derwall
1 Schumacher ·
2 Briegel ·
3 Breitner ·
4 K. Förster ·
5 B. Förster ·
6 Dremmler ·
7 Littbarski ·
8 Fischer ·
9 Hrubesch ·
10 Müller ·
11 Rummenigge  ·
12 Hannes ·
13 Reinders ·
14 Magath ·
15 Stielike ·
16 Allofs ·
17 Engels ·
18 Matthäus ·
19 Hieronymus ·
20 Kaltz ·
21 Franke ·
22 Immel ·
Coach: Derwall
1 Schumacher ·
2 Briegel ·
3 Brehme ·
4 Förster ·
5 Herget ·
6 Eder ·
7 Littbarski ·
8 Matthäus ·
9 Völler ·
10 Magath ·
11 Rummenigge  ·
12 Stein ·
13 Allgöwer ·
14 Berthold ·
15 Augenthaler ·
16 Thon ·
17 Jakobs ·
18 Rahn ·
19 Allofs ·
20 Hoeneß ·
21 Rolff ·
22 Immel ·
Coach: Beckenbauer